# Туркестан (аеропорт)
Аеропо́рт «Туркестан» — колишній аеропорт міста Туркестан Туркестанської області.
Аеродром Туркестан 3 класу, здатний приймати повітряні судна Як-40, Ан-24, Л-410, Іл-14, Ан-2 і більше легкі, а також вертольоти всіх типів. Максимальна злітна вага повітряного судна — 21 тонна.